# Наратхиват (аэропорт)
Аэропорт Наратхиват — аэропорт в провинции Наратхиват, Таиланд.
Этот аэропорт, обслуживающий провинцию Наратхиват стратегически важен для региона, так как является одновременно и гражданским аэропортом, и военной авиабазой.
В данный момент вэропорт обслуживает только прямые рейсы в Бангкок, однако организация «Department of Airports» предлагает большие изменения, в результате которых появится больше внутренних и международных рейсов из Наратхивата.